# TVU福島
株式會社TVU福島（日语：／ Terebi Yū Fukushima */?），通稱TVU福島，簡稱TUF，是日本的一家以福島縣為播出地區的電視台，總部位於福島市。TVU福島開播于1983年12月4日，是福島縣的第四家商業電視台。TVU福島是TBS電視台聯播網JNN的成員，也是JNN的第25個加盟台。TVU福島的識別呼號為JOKI-DTV，遙控器號碼是6頻道。

## 資本構成
下表列出2021年3月31日時TVU福島的主要股東:278：
| 資本金   | 發行股份總數 | 股東數 |
| -------- | ------------ | ------ |
| 10億日元 | 20,000股     | 41     |

| 股東                     | 持股數  | 比例   |
| ------------------------ | ------- | ------ |
| TBS控股                  | 2,300股 | 11.50% |
| 福島民報社               | 2,000股 | 10.00% |
| TBS企劃                  | 1,870股 | 09.35% |
| MBS媒體控股              | 1,000股 | 05.00% |
| 每日新聞社               | 1,000股 | 05.00% |
| 東邦銀行                 | 1,000股 | 05.00% |
| 瑞穗銀行                 | 0,800株 | 04.00% |
| 福島縣農業協同組合中央會 | 0,800股 | 04.00% |
| 川和宣宏                 | 0,800股 | 04.00% |
| 菅波郁                   | 0,800股 | 04.00% |

## 歷史
TVU福島設立的遠因可追溯至福島縣內第一家商業電視台福島電視台的開播。由於福島縣內的各申請業者難以整合，最後福島電視台同時加入了當時四個核心局的電視聯播網:6。此後隨著加盟日本電視台及朝日電視台聯播網的福島中央電視台開播，福島電視台成為TBS電視台和富士電視台聯播網的跨網台:7。1970年代是TBS的收視高峰時期。因此在1971年6月時，福島電視台晚間時段節目中76.8%來自TBS，僅有23.2%來自富士電視台。但富士電視台持有福島電視台30%的股份，TBS電視台則僅持有3%。節目編排和資本關係出現矛盾:7。TBS電視台因此計劃在福島縣開設自己的加盟台。然而因朝日電視台先行開始在福島縣的開台工作，福島縣的第三家商業電視台最終成為朝日電視台系列的福島放送:9。此後時任TBS社長山西由之在1982年8月底直接和田中角榮會談，要求加速福島縣第四家商業電視台的設立進程:9。1982年10月27日，郵政省決定分配給福島縣新的電視用頻段。至同年12月20日的申請截止日期，福島縣有多達166家業者申請開設新台:2。然而此後整合申請業者的努力進展緩慢，直至1983年5月11日才實現整合:12。與此同時，福島電視台在1983年3月退出JNN:10。1983年5月25日，TVU福島獲得預備執照，並在6月17日舉辦創立總會:12。由於申請業者整合比預想花了更多時間，TVU福島的開播時期從計劃的1983年10月推遲至12月:12。1983年6月21日，TVU福島總部開始施工。這座建築在同年11月26日竣工，耗時僅五個月:15。1983年11月22日至12月3日，TVU福島進行了試播:46-47。
1983年12月4日早晨6時58分，TVU福島正式開播:55。福島縣因此成為日本第10個擁有四家商業電視台的縣份:48。1984財年，TVU福島的營業額達28.3億日元:57。1985年5月1日，TVU福島工會成立:58。TVU福島在1988年2月獲得收視率三冠王:59。同時隨著收視率的提高，TVU福島在1987財年首次實現盈利，淨利潤超過600萬日元:60。至1989財年，TVU福島的營業額增加到38.5億日元，淨利潤達到6200萬日元:62。TVU福島在1992財年實現清零開播後的累積虧損，並首次實現股票分紅:67。TVU福島自2006年6月1日開始播出數位電視訊號。2012年3月31日，TVU福島停止播出類比電視訊號。

## 節目
TVU福島自開播時就在週一至週五每日18時至18時30分播出地方新聞節目《Wide U福島》:43。該節目在1987年實現了收視率超過10%:59。1990年4月，《Wide U福島》被《新聞之森福島》取代:63。現在TVU福島在平日傍晚播出的自製帶狀新聞節目是2016年開始播出的《NSta福島》。
1984年，TVU福島開始播出音樂資訊節目《Sound Peach》（サウンドビーチ）、帶狀節目《來自街角的你好》（街角からのこんにちは）等自製節目:56。《Sound Beach》在1986年將節目時長從10分延長至60分:59。1987財年，TVU福島負責了三次TBS招牌音樂節目《The Best Ten》現場轉播:59。2021年開始播出的《Chan6。》是TVU福島現在主要的帶狀自製資訊節目。《福島SHOW》則是TVU福島現在唯一在晚間黃金時段播出的大型自製節目。

## 註释
1. ↑  「三冠」指全日（6:00-24:00）、黃金時間（19:00-22:00）、晚間時段（19:00-23:00）三個時段皆獲得收視率第一。

## 外部連結
- TVU福島 （页面存档备份，存于）
- TVU福島編成部的X（前Twitter）
- TUF報道部的X（前Twitter）
- TVU福島的Instagram帳戶
- TVU福島的Facebook專頁
- YouTube上的TUF頻道